# Synagoge (Rouffach)

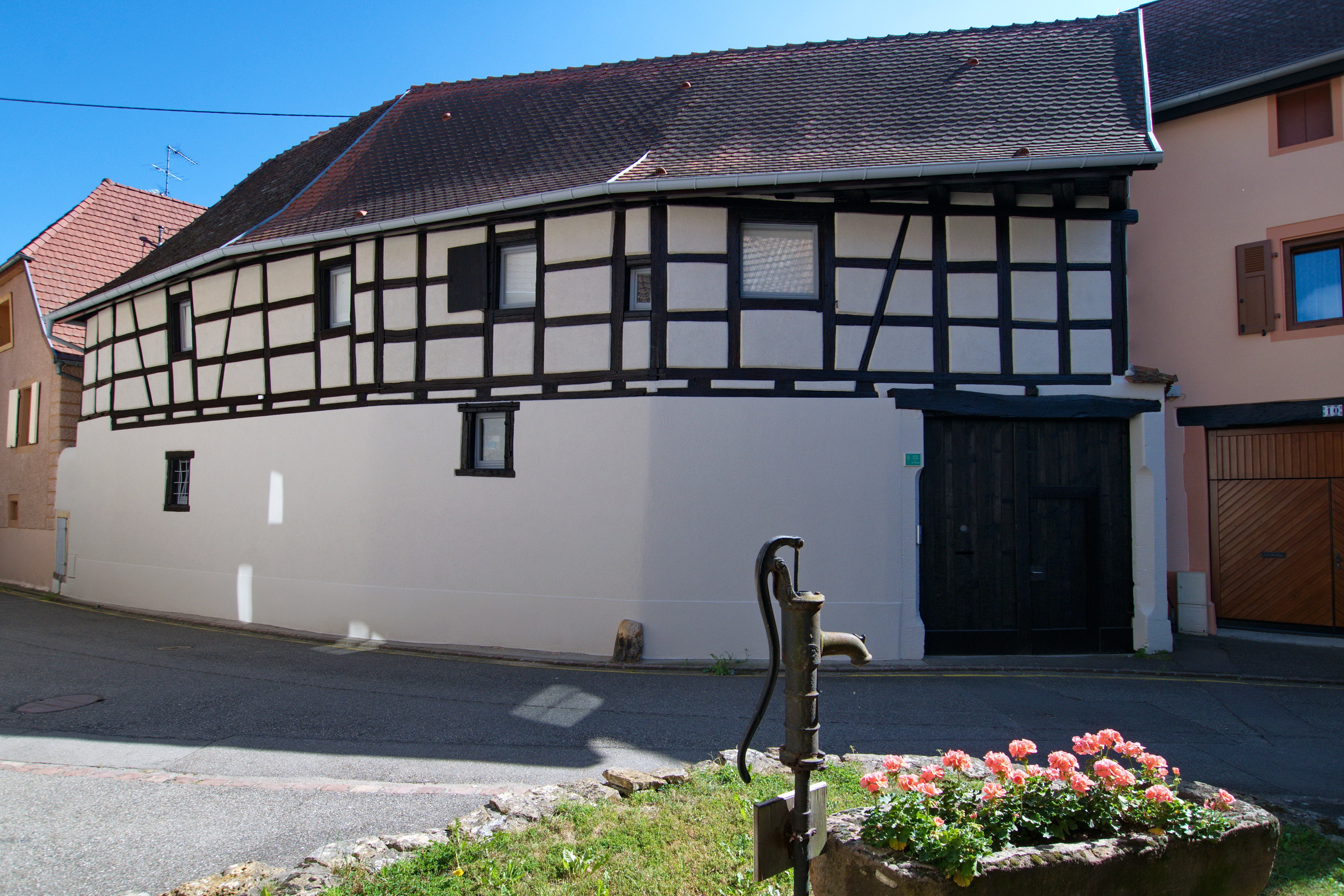
8, Rue Ullin

Die Synagoge von Rouffach, einer französischen Gemeinde im Département Haut-Rhin in der historischen Region Elsass, ist ein Gotteshaus, das im Mittelalter erbaut wurde. Die profanierte Synagoge befindet sich an der Nr. 8, Rue Ullin. Sie ist seit 1921 als Monument historique geschützt.

## Geschichte
Die Synagoge wurde um 1290 erbaut, sie gehört zu den ältesten erhaltenen Synagogengebäuden in Europa. Eine Inschrift nennt einen David b. Israel als Spender der Portalsteine. Nach den Pogromen von 1308/09 und 1338 lebten keine Juden mehr in Rouffach. Das Synagogengebäude wurde im 16. und 17. Jahrhundert stark verändert. Es wurde lange Zeit als Kelter genutzt und danach zu einem Wohnhaus umgebaut.